# Liling (socken i Kina)
Liling (kinesiska: 黎岭, 黎岭乡) är en socken i Kina. Den ligger i provinsen Shanxi, i den norra delen av landet, omkring 160 kilometer sydost om provinshuvudstaden Taiyuan.
Genomsnittlig årsnederbörd är 703 millimeter. Den regnigaste månaden är juli, med i genomsnitt 235 mm nederbörd, och den torraste är december, med 4 mm nederbörd.